# El Pont de Vilomara i Rocafort
Pour les articles homonymes, voir Pont (toponyme).
El Pont de Vilomara i Rocafort est une commune de la province de Barcelone, en Catalogne, en Espagne, de la comarque de Bages

## Histoire
Jonathan Soriano est né dans cette ville.